# Beser
Beser, Bezer, Bosra, Bostra (hebr. בֶּצֶר) – starożytne miasto w Moabie i biblijne miasto ucieczki, należące do pokolenia Rubena (Beṣer oznacza dosłownie „miejsce niedostępne”).
Według Księgi Powtórzonego Prawa (Pwt 4,41–43), Księgi Jozuego (Joz 20,8; 21,36) i 1 Księgi Kronik (1 Krn 6,63) położone było na wschód od Jerycha, na prawym brzegu Jordanu, na pustyni Jahsa. Prawdopodobnie jako Bosra wymienione zostało w Księdze Jeremiasza obok Kerijjot i „wszystkich miast kraju Moabu, dalekich i bliskich” (Jer 48,24), a jako Bezer – w inskrypcji moabickiego króla Meszy. Utożsamione z dzisiejszym Umm el-‘Amād.